# Den tredje mannen
Den tredje mannen (engelska: The Third Man) är en brittisk film noir från 1949 i regi av Carol Reed efter manus av Graham Greene. Huvudrollerna spelas av Joseph Cotten, Alida Valli, Orson Welles och Trevor Howard. Handlingen utspelar sig i efterkrigstidens Wien och handlar om amerikanska Holly Martins (Cotten), som anländer till staden för att ta ett jobb tillsammans med sin vän Harry Lime (Welles), men får ganska snart veta att Lime har dött. Dödsbudet gör att Martins blir misstänksam och bestämmer sig för att stanna i Wien för att undersöka saken.
Den stämningsfulla användningen av svartvit expressionistiskt foto av Robert Krasker, med hård belysning och till stor del subtil kamerateknik med "holländsk vinkel" (sned kameravinkel), är ett viktigt inslag i Den tredje mannen. I kombination med den ikoniska temamusiken av cittraspelaren Anton Karas, sönderbombade platser och hyllade framträdanden från skådespelarna, framkallar stilen atmosfären av ett utmattat, cyniskt efterkrigstids Wien i början av det kalla kriget.
Greene skrev en novellförlaga innan han skrev manuset. Karas titelkomposition "The Harry Lime Theme" toppade de internationella musiklistorna 1950, vilket gav den tidigare okända artisten internationell berömmelse. Senare har temat varit en inspirationskälla för exempelvis Nino Rotas huvudmelodi i Federico Fellinis Det ljuva  livet (1960).
Den tredje mannen anses vara en av de bästa filmerna genom tiderna, hyllad för sitt skådespeleri, sin musik och sitt atmosfäriska foto. 1999 röstade British Film Institute fram Den tredje mannen till den bästa brittiska filmen genom tiderna. År 2011 rankade en omröstning bland 150 skådespelare, regissörer, författare, producenter och kritiker för Time Out den som den näst bästa brittiska filmen någonsin.

## Handling
Filmen utspelar sig år 1948 i efterkrigstidens Wien i Österrike. Staden är fortfarande uppdelad i ockupationszoner av de fyra segrarmakterna USA, Storbritannien, Frankrike och Sovjetunionen. Stora delar av centrum är sönderbombade och svarta börshandeln härskar.
Holly Martins (Joseph Cotten), en amerikansk författare av västernthrillers, anländer till Wien efter andra världskriget för att söka efter sin barndomsvän Harry Lime (Orson Welles), som har erbjudit honom ett jobb. Martins får dock veta att Lime har blivit påkörd av en bil när han korsade gatan och avlidit. På Limes begravning träffar Martins två brittiska kungliga militärpoliser: sergeant Paine (Bernard Lee), ett fan av Martins böcker, och major Calloway (Trevor Howard). Efteråt blir Martins ombedd av Mr. Crabbin (Wilfrid Hyde-White) att föreläsa på en bokklubb några dagar senare. Han träffar också en vän till Lime, "Baron" Kurtz (Ernst Deutsch), som berättar för Martins att han och en annan vän, en rumän vid namn Popescu (Siegfried Breuer), bar Lime till gatkanten efter olyckan. Innan han dog bad Lime dem att ta hand om Martins samt Limes flickvän, skådespelerskan Anna Schmidt (Alida Valli).
När Martins och Anna ifrågasätter Limes död inser de att det finns motstridiga uppgifter om huruvida Lime kunde tala före sin död, och om två eller tre män bar bort kroppen. Portieren (Paul Hörbiger) i Limes lägenhet berättar att han såg en tredje man hjälpa till att bära bort kroppen. Senare erbjuder sig portieren att ge Martins mer information, men han mördas innan Martins hinner prata med honom. Martins konfronterar major Calloway och kräver att Limes död utreds. Calloway avslöjar att Lime stal penicillin från militärsjukhus med hjälp av en anställd, spädde ut det och sedan sålde det på svarta marknaden och skadade eller dödade otaliga vuxna och barn. Martins, som övertygats av konkreta bevis, går med på att lägga ner sin utredning och ge sig av.
Samma kväll besöker Martins Anna, som han blivit förälskad i. Utanför går en man över gatan mot hennes ytterdörr, men flyttar sig därifrån efter att ha sett Martins vid fönstret. Efter att ha lämnat Anna går Martins runt på gatorna tills han lägger märke till Annas katt och inser att någon tittar på från en mörk dörröppning. I en tillfällig ljusglimt avslöjas den som Harry Lime. Martins ropar men Lime flyr och försvinner. Martins kallar på Calloway, som inser att Lime har rymt genom stadens omfattande kloaksystem. Den brittiska polisen gräver upp Limes kista och upptäcker att kroppen tillhör den försvunne anställde som stal penicillinet åt Lime. Anna, som är tjeckiska, ska skickas till den sovjetiska sektorn, och förhörs igen av Calloway.
Martins möter Lime och de åker upp i Wiener Riesenrad. Lime hotar Martins innan han snabbt ger sig av. Calloway ber sedan Martins att hjälpa till att arrestera Lime. Martins går med på att hjälpa till på ett villkor: att Anna ska få fri lejd ut ur Wien. Anna är på väg att åka med tåget när hon får syn på Martins, som har kommit för att observera hennes avfärd. Hon tvingar planen ur honom men vill inte ha någon del i den. Martins blir upprörd och bestämmer sig för att lämna Wien, men på vägen till flygplatsen stannar Calloway till vid ett sjukhus för att visa Martins barn som är handikappade eller döende i hjärnhinneinflammation och som behandlats med Limes utspädda penicillin. Martins går återigen med på att hjälpa polisen.
Lime anländer till ett litet kafé för att träffa Martins, men Anna lyckas varna Lime för att polisen närmar sig. Han försöker fly igen med hjälp av avloppstunnlarna, men polisen är beredd och förföljer honom under jord. Lime skjuter och dödar sergeant Paine, men Calloway skjuter och sårar Lime svårt. Skadad släpar sig Lime uppför en gjutjärnstrappa till ett brunnsgaller i gatan. Men han kan inte lyfta av det. Martins hittar Lime vid gallret och de utbyter en blick. De hör Calloway skrika att Martins inte får ta några risker och att om han hittar Lime måste han skjuta honom så fort han får syn på honom. Fångad och fortfarande tittande på sin gamle vän nickar Harry lätt med huvudet och Martins skjuter och dödar honom med Paines pistol.
Martins går på Limes andra begravning, med risk för att missa sitt flyg från Wien. Han väntar på kyrkogårdsgången för att prata med Anna, men hon ignorerar honom totalt och går rakt förbi utan att ens kasta en blick åt hans håll.

## Rollista i urval
- Joseph Cotten – Holly Martins
- Alida Valli – Anna Schmidt
- Orson Welles – Harry Lime
- Trevor Howard – Major Calloway
- Bernard Lee – Sgt. Paine
- Wilfrid Hyde-White – Crabbin
- Erich Ponto – Dr. Winkel
- Ernst Deutsch – "Baron" Kurtz
- Siegfried Breuer – Popescu
- Paul Hörbiger – Karl, Harrys portier
- Hedwig Bleibtreu – Annas hyresvärdinna

## Produktionen

### Förlaga
Sir Alexander Korda gav Graham Greene i uppdrag att skriva manus till en film som Carol Reed skulle regissera. För att klara av att göra ett filmmanus, skrev Greene en berättelse. Han hade bara en tänkt inledande mening, nerklottrad på ett kuvert, som utgångspunkt. Berättelsen blev ett arbetsmanus, som Greene och Reed sedan hade som grund för att arbeta fram det färdiga filmmanuset. Efter framgångarna med filmen gav man ut detta arbetsmanus i bokform 1950.
Innan Graham Greene skrev manuset arbetade han fram karaktäriseringen och stämningen i berättelsen genom att skriva en novell som en förlaga till manuset. Han hade aldrig för avsikt att den skulle läsas av allmänheten, även om den senare publicerades under samma namn som filmen. 1948 träffade han Elizabeth Montagu (1909–2002) i Wien. Hon guidade runt honom i staden, dess kloaker och några av dess mindre välrenommerade nattklubbar. Hon introducerade också Greene för Peter Smolka, centraleuropeisk korrespondent för The Times. Smolka försåg Greene med historierna om den svarta marknaden i Wien.
Berättaren i novellen är Major Calloway, vilket ger boken en något annorlunda betoning än manuset. En liten del av hans berättarröst visas i modifierad form i filmens början i Reeds voice-over: "I never knew the old Vienna". Andra skillnader är både Martins och Limes nationaliteter; de är engelska i boken. Martins förnamn är Rollo snarare än Holly. Popescus karaktär är en amerikan som heter Cooler. Crabbin var en av karaktärerna i novellen. Manusets ursprungliga utkast ersatte honom med två karaktärer, spelade av Basil Radford och Naunton Wayne, men i slutändan förblir Crabbin i filmen, liksom i novellen, en enda karaktär.
Det finns också en skillnad i slutet. Novellen antyder att Anna och Martins är på väg att börja ett nytt liv tillsammans, i skarp kontrast till den omisskännliga nobben av Anna som avslutar filmen. I boken går Anna bort från Limes grav, men texten fortsätter:
Jag såg hur han klev iväg med sina förvuxna ben efter flickan. Han hann ifatt henne och de gick sida vid sida. Jag tror inte att han sa ett ord till henne: det var som slutet på en berättelse, förutom att innan de försvann ur min åsyn var hennes hand om hans arm – vilket är hur en berättelse brukar börja. Han var en mycket dålig skytt och en mycket dålig karaktärsbedömare, men han hade ett sätt med västernfilmer (ett trick för spänning) och med tjejer (jag vet inte vad).
Under inspelningen av filmen var slutscenen föremål för en dispyt mellan Greene och David O. Selznick, som ville ha ett lyckligt slut på novellen, och Reed, som envist vägrade att avsluta filmen med vad han ansåg vara en artificiellt lycklig ton. Greene skrev senare: "En av de mycket få stora dispyterna mellan Carol Reed och mig gällde slutet, och han har triumferande fått rätt."
David O. Selznicks bidrag, enligt honom själv, var främst skådespelarna Cotten och Welles och att ha producerat den förkortade amerikanska versionen.
Genom åren har det ibland spekulerats i att Welles, snarare än Reed, de facto var regissören av Den tredje mannen. I Jonathan Rosenbaums bok Discovering Orson Welles från 2007 kallar Rosenbaum det för en "populär missuppfattning", även om Rosenbaum noterade att filmen "började eka av det wellesianska temat om sviken manlig vänskap och vissa besläktade idéer från Citizen Kane". I den slutliga analysen skriver Rosenbaum: "[Welles] regisserade inte något av filmen; Grunderna i hans fotograferings- och redigeringsstil, dess musik och betydelse, är helt enkelt frånvarande. Ändå lever gamla myter hårt kvar, och vissa tittare envisas med att tro något annat." Welles själv underblåste denna teori i en intervju 1958, där han sa att han hade haft en viktig roll i skapandet av Den tredje mannen, men att det var en "känslig fråga, eftersom [han] inte var producenten". I en intervju med Peter Bogdanovich 1967 sa Welles dock att hans inblandning var minimal: "Det var Carols film". Welles bidrog dock med några av filmens mest kända dialoger. Bogdanovich sade också i inledningen till DVD:n:
Jag tycker dock att det är viktigt att notera att utseendet på Den tredje mannen – och faktiskt hela filmen – skulle vara otänkbart utan Citizen Kane, Främlingen och Lady från Shanghai, som Orson alla gjorde på 40-talet, och som alla föregick Den tredje mannen. Jag tror att Carol Reed definitivt var influerad av regissören Orson Welles från de filmer han hade gjort.

### Inspelning
Sex veckors inspelning på plats i Wien och avslutades den 11 december 1948. En viss del av inspelningen gjordes i Sievering Studios anläggningar i staden. Produktionen flyttade sedan till Worton Hall Studios i Isleworth och Shepperton Studios nära London och slutfördes i mars 1949. Thomas Riegler betonar de möjligheter till spionage under kalla kriget som Wien-inspelningen gjorde tillgängliga, och noterar att "ljudteknikern Jack Davies lade märke till åtminstone en mystisk person på inspelningsplatsen"
Scenerna med Harry Lime i kloakerna spelades in på plats eller på inspelningsplatser som byggdes i Shepperton; de flesta av platsbilderna använde dubbletter för Welles. Reed hävdade dock att Welles, trots sin inledande motvilja, snabbt blev entusiastisk och stannade i Wien för att slutföra filmen.
Enligt regiassistenten Guy Hamilton, som intervjuades 2015, arbetade Greene och Reed mycket bra tillsammans, men Orson Welles "irriterade i allmänhet alla på inspelningen". Hans tillfälliga frånvaro tvingade Hamilton att kliva in som body double för honom. Tydligen flyttades inspelningen av kloakscenerna till studior i Storbritannien som ett resultat av Welles klagomål om att filma i de faktiska kloakerna.
Reed hade fyra olika kameraenheter som filmade runt om i Wien under hela produktionen. Han arbetade dygnet runt och använde Benzedrine (amfetamin) för att hålla sig vaken.

### "Schweiziskt gökur"
I en berömd scen möter Lime Martins på Wiener Riesenrad i nöjesparken Pratern. Lime tittar ner på människorna från sin utsiktspunkt, jämför dem med prickar och säger att det skulle vara obetydligt om en eller några av dem "slutade röra sig, för alltid". Tillbaka på marken konstaterar han:
Du vet vad mannen sa – i Italien, under 30 år under Borgias, hade de krig, terror, mord och blodsutgjutelse; men de producerade Michelangelo, Leonardo da Vinci och renässansen. I Schweiz hade de broderlig kärlek; De hade 500 år av demokrati och fred – och vad ledde det till? Gökuret!
Welles lade till denna anmärkning – i det publicerade manuset finns det i en fotnot. Greene skrev i ett brev, "Vad som hände var att under inspelningen av Den tredje mannen befanns det nödvändigt för tidpunkten att infoga ytterligare en mening." Welles ska ha sagt att replikerna kom från "en gammal ungersk pjäs" – i vilket fall som helst är idén inte originell för Welles, vilket bekräftas av frasen "vad karlen sa".
Den mest troliga källan är målaren James McNeill Whistler. I en föreläsning om konst från 1885 (publicerad i Mr Whistler's "Ten O'Clock" [1888]) sa han "Schweizarna bland sina berg ... Finns det några mer värdiga människor! ... men den perversa och hånfulla [gudinnan, konsten] kommer inte att ha något av det, och patrioternas söner lämnas med klockan som vrider kvarnen, och den plötsliga göken, som med svårighet hålls tillbaka i sin låda! För det här var Tell en hjälte! För detta dog Gessler!" 1916 sade den amerikanske målaren Theodore Wores att han "försökte få ett erkännande från Whistler att San Francisco en dag skulle bli ett stort konstcentrum på grund av våra klimat-, natur- och andra fördelar. ' Men miljön leder inte till en produktion av konst, svarade Whistler. "Tänk på Schweiz. Där har människorna allt i form av naturliga fördelar – berg, dalar och blå himmel. Och vad har de producerat? Gökuret!"
Eller så kan det vara så att Welles var influerad av Geoffrey Household, som skrev i sin roman Rogue Male (1939): "... Schweizisk. Ett folk, min käre vän, med en alldeles utomordentlig dumhet och omoral. En kombination som bara en lång erfarenhet av demokratiskt styre hade kunnat åstadkomma."
This Is Orson Welles (1993) citerar Welles: "När filmen kom ut påpekade schweizarna mycket snällt för mig att de aldrig har gjort några gökur", eftersom klockorna kommer från den tyska Schwarzwald. Författaren John McPhee påpekade att när Borgia blomstrade i Italien hade Schweiz "den mäktigaste och mest fruktade militära styrkan i Europa" och var inte det fredligt neutrala land som det senare blev.

### Musik
Anton Karas komponerade musiken och framförde den på cittra. Innan filmteamet kom till Wien var Karas en okänd artist i lokala Heurigers. Enligt Time:
Filmen krävde musik som passade i efterkrigstidens Wien, men regissören Reed hade bestämt sig för att undvika schmaltzy, tungt orkestrerade valser. En kväll i Wien lyssnade Reed på en cittraspelare vid namn Anton Karas, och fascinerades av den skramlande melankolin i hans musik.
Enligt Guy Hamilton träffade Reed Karas av en slump på en fest i Wien när han spelade cittra. Reed tog med sig Karas till London, där musikern arbetade med Reed på musiken i sex veckor.  Karas bodde i Reeds hus under den tiden. Filmrecensenten Roger Ebert skrev: "Har det någonsin funnits en film där musiken passade bättre till handlingen än i Carol Reeds Den tredje mannen?"
Musiken till filmen skrevs av den australiskfödde kompositören Hubert Clifford under pseudonymen Michael Sarsfield. Från 1944 till 1950 arbetade Clifford som musikalisk ledare för Korda på London Film Productions, där han valde kompositörer och dirigerade filmmusiken, samt komponerade många egna originalmusik. Ett utdrag ur hans musik The Casanova Melody, orkestrerades av Rodney Newton år 2000.

## Mottagande
I Österrike var "de lokala kritikerna inte nöjda" och filmen visades bara i några veckor. Arbeiter-Zeitung i Wien, som var kritisk till en "inte alltför logisk intrig", berömde filmens "mästerliga" skildring av en "tid ur led" och stadens atmosfär av "osäkerhet, fattigdom och efterkrigstidens omoral". William Cook skrev 2006 om filmen: "I Storbritannien är det en thriller om vänskap och svek. I Wien är det en tragedi om Österrikes problematiska förhållande till sitt förflutna."
Vissa kritiker vid den tiden kritiserade filmens ovanliga kameravinklar. C. A. Lejeune i The Observer beskrev Reeds "vana att skriva ut sina scener snett, med golv som lutar diagonalt och närbilder som lutar yrselaktigt" som "mycket distraherande". Den amerikanske regissören William Wyler, Reeds nära vän, skickade honom ett vattenpass med en lapp där det stod: "Carol, nästa gång du gör en film, lägg den här ovanpå kameran är du snäll?"
När filmen släpptes i Storbritannien och Amerika fick den överväldigande positiva recensioner. Time skrev att filmen var "fullproppad med filmiska detaljer som skulle göra den tidiga Hitchcock stolt – geniala vändningar i handlingen, subtila detaljer, fylliga bifigurer, atmosfäriska bakgrunder som blir en inneboende del av berättelsen, en skicklig blandning av det olycksbådande med det löjliga, det avslappnade med det bisarra." New York Times filmkritiker Bosley Crowther skrev, efter en inledande reservation om att filmen var "utformad [endast] för att upphetsa och underhålla", att Reed "briljant förpackade allting med sina filmiska tricks, hela sitt utbud av uppfinningsrikedom för att få kameran att förklara. Hans eminenta begåvning för att komprimera en mängd suggestioner i enstaka tagningar, för att bygga upp ångestfylld spänning och poppande överraskningar är fullt utnyttjade. Hans djävulskt spjuveraktiga humor löper också lätt genom filmen, och berör de mörkare depressionerna med små glimtar av det glada eller makabra." Ett mycket sällsynt undantag var den brittiska kommunistiska tidningen Daily Worker (senare Morning Star), som klagade över att "ingen möda sparas för att göra de sovjetiska myndigheterna så ondskefulla och osympatiska som möjligt".
I Walker Percys The Moviegoer minns berättaren:
Andra människor, har jag läst, värdesätter minnesvärda ögonblick från sina liv; den gången de klättrade upp på Parthenon i soluppgången, i sommarnatten, mötte man en ensam flicka i Central Park och uppnådde med henne ett ljuvligt och naturligt förhållande, som man säger i böcker. Jag träffade också en gång en flicka i Central Park, men det är inte mycket att minnas. Vad jag minns är den gången John Wayne dödade tre män med en karbin när han föll på den dammiga gatan i Diligensen, och den gången kattungen hittade Orson Welles i dörröppningen i Den tredje mannen.
— Walker Percy, biobesökare
Roger Ebert skrev att "Jag minns också kattungen i dörröppningen. Det var en regnig dag i Paris 1962 och jag besökte Europa för första gången. En liten biograf på vänstra stranden visade Den tredje mannen, och jag gick in i den fuktiga grottan av Gauloise-rök och svett och såg filmen för första gången. När Welles gjorde entré var jag förlorad till filmerna. Han lade till filmen på sin lista över "Great Movies" och skrev: "Av alla filmer som jag har sett, förkroppsligar den här fullständigt romantiken i att gå på bio." I ett specialavsnitt av Siskel & Ebert 1994, där de diskuterade filmskurkar, nämnde Ebert Lime som sin favoritfilmskurk. Gene Siskel anmärkte att det var ett "exemplariskt stycke filmskapande, som lyfte fram ruinerna av andra världskriget och ställde det mot karaktärernas egna skadade historier".
Filmen har ett betyg på 99 % på Rotten Tomatoes baserat på 80 recensioner, med ett genomsnittligt betyg på 9,3/10 och följande konsensus: "Denna atmosfäriska thriller är ett av filmens obestridda mästerverk och har ikoniska prestationer från Joseph Cotten och Orson Welles."
Den japanska filmskaparen Akira Kurosawa nämnde denna film som en av sina 100 favoritfilmer.
1999 placerade British Film Institute filmen på första plats på sin lista över de 100 bästa brittiska filmerna genom tiderna. Den tredje mannen vann festivalens stora pris (föregångare till Guldpalmen) vid filmfestivalen i Cannes.